# Musique (album)
Musique è un album del gruppo musicale Theatre of Tragedy, pubblicato nel 2000 sotto la Nuclear Blast.

## Tracce
1. Machine – 4:14
2. City of Light – 4:19
3. Fragment – 4:00
4. Musique – 3:29
5. Commute – 5:25
6. Radio – 3:39
7. Image – 3:09
8. Crash/Concrete – 3:21
9. Retrospect – 4:03
10. Reverie – 5:26
11. Space Age – 4:16
12. The New Man (bonus track) – 3:21

Durata totale: 48:42